# Killing All That Holds You
Killing All That Holds You es el segundo álbum de la banda 10 Years lanzado en 2004 por Universal Records. 

## Canciones
1. Wasteland – 3:49
2. Through The Iris – 3:32
3. Seven – 3:50
4. R.E.S.T. – 3:48
5. Blank Shell – 3:30
6. At A Loss – 3:30
7. Silhouette Of A Life – 4:42
8. All White – 4:30
9. Magna-Phi – 3:09
10. Frailty – 3:58
11. Wasteland (Acústico) – 5:06
12. Through The Iris (Acústico) – 3:54
13. Shelter (Acústico) – 4:02
14. Insects (Acústico) – 3:47

- Datos: Q3082312